# Leszek Murzyn
Leszek Murzyn (ur. 15 listopada 1960 w Wiśniowej, zm. 13 grudnia 2021 w Krakowie) – polski polityk, nauczyciel, poseł na Sejm IV i V kadencji.

## Życiorys
W 2001 ukończył studia na Akademii Pedagogicznej w Krakowie. Od 1982 pracował jako nauczyciel geografii w szkole podstawowej w Raciechowicach, a od 1991 w zespole szkół w Gruszowie.
Od drugiej połowy lat 80. działał w Zjednoczonym Stronnictwie Ludowym, a następnie w Polskim Stronnictwie Ludowym. W 1991 współtworzył Polskie Forum Ludowo-Chrześcijańskie „Ojcowizna”, które założył wówczas Roman Bartoszcze. W wyborach samorządowych w 1998 bezskutecznie ubiegał się o mandat radnego Raciechowic z listy tego ugrupowania. W 2004 został prezesem stowarzyszenia Polskiego Forum Ludowo Chrześcijańskiego „Ojcowizna”. Był członkiem honorowym Stronnictwa Ludowego „Ojcowizna” RP.
Bez powodzenia kandydował do Sejmu w 1991 z ramienia Porozumienia Obywatelskiego Centrum i w 1997 z listy Bloku dla Polski. W 2001 i 2005 uzyskiwał mandat poselski z ramienia Ligi Polskich Rodzin w okręgu podkrakowskim (w 2005 liczbą 7220 głosów). W parlamencie był m.in. członkiem Komisji Zdrowia, Komisji Edukacji, Nauki i Młodzieży oraz Komisji Etyki Poselskiej (przewodniczył tej ostatniej przez część V kadencji Sejmu). Był wiceprzewodniczącym Polsko-Brazylijskiej Grupy Parlamentarnej i Polsko-Węgierskiej Grupy Parlamentarnej. W 2007 bez powodzenia ubiegał się o reelekcję. Powrócił wówczas do pracy w zawodzie nauczyciela.
Wystąpił z LPR, a w 2009 był kandydatem komitetu Libertas w wyborach do Parlamentu Europejskiego z okręgu krakowskiego. W wyborach prezydenckich w 2010 poparł kandydaturę Marka Jurka i wszedł w skład jego społecznego komitetu poparcia. Został pełnomocnikiem Prawicy Rzeczypospolitej na powiat myślenicki i na okręg chrzanowski, a 22 września 2012 objął funkcję przewodniczącego tej partii w województwie małopolskim. W wyborach parlamentarnych w 2011 kandydował z jej listy do Sejmu. W wyborach do Parlamentu Europejskiego w 2014 był kandydatem tego ugrupowania na liście Prawa i Sprawiedliwości, nie uzyskując mandatu. W wyborach samorządowych w 2018 reprezentował Prawicę na liście komitetu Kukiz’15 (który nie osiągnął progu wyborczego) do Sejmiku Województwa Małopolskiego.
W 2019 wyróżniony odznaką honorową „Zasłużony dla Rolnictwa”.
Został pochowany w Raciechowicach.

## Życie prywatne
Syn Mariana i Kazimiery. Był żonaty, miał dwoje dzieci.